# Влахова къща
Влаховата къща (на гръцки: Αρχοντικό Βλάχου) е възрожденска къща в град Костур, Гърция.

## Местоположение
Къщата е разположена в северната традиционна махала Позери (Апозари) срещу църквата „Свети Пантелеймон“.

## История
Къщата е построена в XIX век. В 1965 година е обявена за паметник на културата.